# 巴林薩薩堯湖
9°21′11″N 123°10′45″E / 9.35306°N 123.17917°E

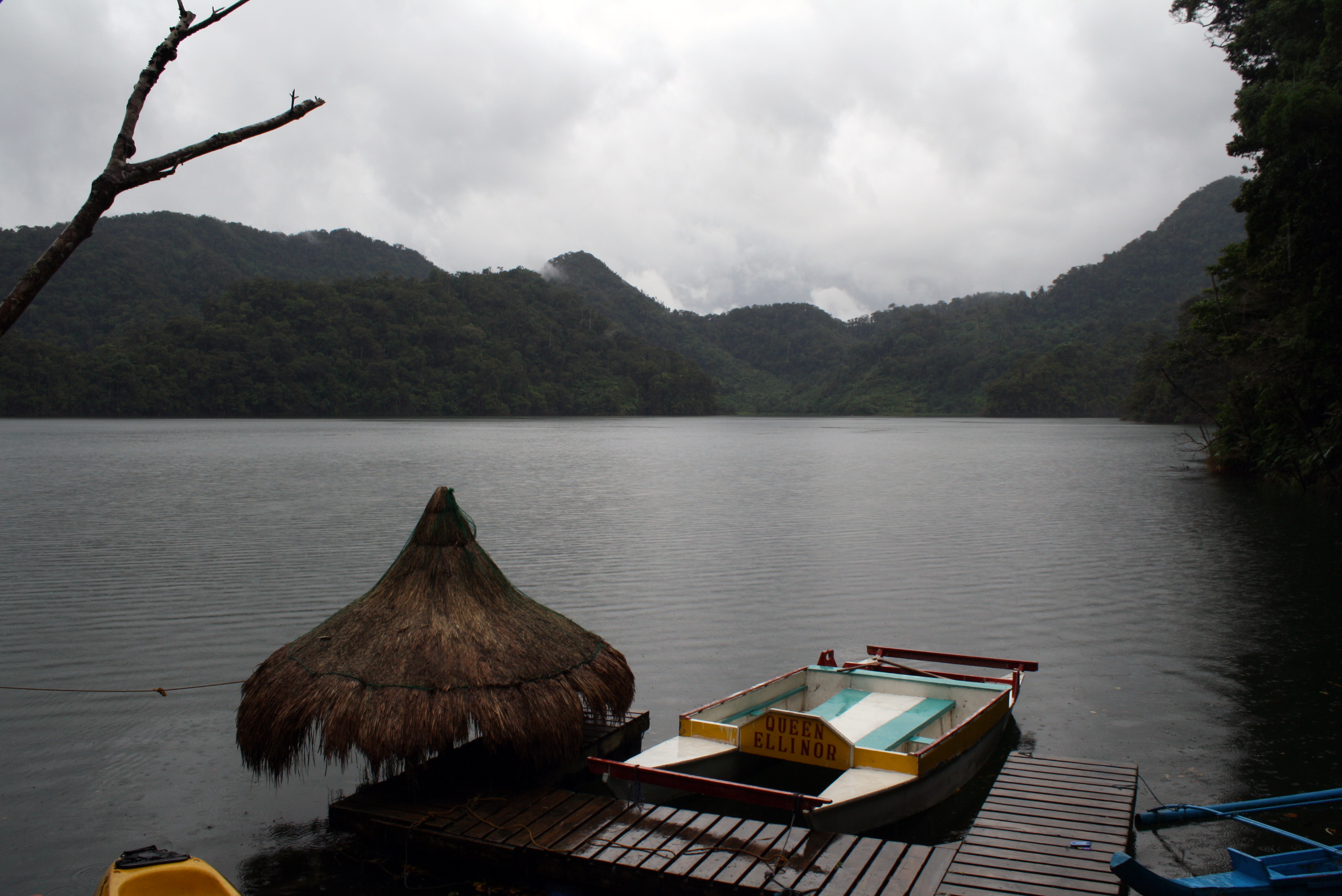

巴林薩薩堯湖是菲律賓的火山湖，位於該國南部，由中米沙鄢的東內格羅省負責管轄，面積0.76平方公里，海拔高度300米。2000年11月21日，該湖和鄰近地區被劃為保護區，佔地80.16平方公里。

## 外部連結
- The Twin Lakes of Negros
- Lake Balinsasayao and Lake Danao
- Protected Areas of the Philippines.